# Ngựa Noma
Ngựa Noma (野間馬, Noma-uma) là một giống ngựa nhỏ cực kỳ nguy cấp của Nhật Bản. Giống ngựa này bắt nguồn từ đảo Shikoku, hòn đảo nhỏ nhất trong bốn hòn đảo chính của Nhật Bản,:490 và được đặt tên theo quận cũ Noma, phần cực bắc của tỉnh Iyo trước đây, nay là tỉnh Ehime. Đây là giống ngựa nhỏ nhất trong số 8 giống ngựa bản địa của Nhật Bản.

## Lịch sử
Ngựa Nhật được cho là bắt nguồn từ nhiều dòng ngựa được mang đến ở nhiều thời điểm khác nhau từ các vùng khác nhau của lục địa châu Á; lần nhập khẩu đầu tiên như vậy diễn ra muộn nhất vào thế kỷ thứ sáu. Ngựa được sử dụng để nuôi - làm động vật vận chuyển; Cho đến khi súng ra đời vào thế kỷ XVI, chúng đã được sử dụng nhiều cho chiến tranh.:67 Những con ngựa có kích thước không lớn: hài cốt của khoảng 130 con ngựa đã được khai quật từ các chiến trường có từ thời Kamakura (1185 đến 1333 sau Công nguyên) chỉ có kích thước dao động từ 110 đến 140 cm chiều cao tính từ bả vai.:67
Noma có thể bắt nguồn từ các hòn đảo nhỏ của Biển nội địa Seto giữa Shikoku và Honshū, nơi giống ngựa có thể được sử dụng để vận chuyển.:12 Không có nhiều cá thể ngựa giống này, tổng số vào giữa những năm 1800 ước tính chỉ có khoảng ba trăm con.
Sau cuộc chiến tranh Nga-Nhật năm 1904, 1901, có áp lực phải nhân giống những con ngựa lớn hơn nhiều cho chiến tranh. Ngựa ngoại lớn đã được nhập khẩu, và việc nuôi các giống bản địa truyền thống nhỏ đã bị cấm. Số lượng ngựa Noma giảm mạnh. Một số nông dân bị cô lập giữ một ít cho công việc đồng áng, nhưng với việc cơ giới hóa nông nghiệp sau Chiến tranh thế giới thứ hai, tính hữu dụng của ngựa Noma giảm hơn nữa.
Đến năm 1978 có sáu con ngựa Noma còn lại; hai con ở Công viên Động vật Tobe [ja] ở Tobe, và bốn con được giữ bởi một nhà lai tạo tư nhân. Một khu bảo tồn do chính phủ tài trợ, Noma Uma Highland, được thành lập vào năm 1989 bởi thành phố Imabari, Ehime tỉnh Shikoku; nó được thành lập với ba mươi con ngựa. Đến năm 2008, con số đã tăng lên 84.